# Nikolski (Rússia)
Nikolski (en rus: Никольский) és un poble de la república de Sakhà, a Rússia, que el 2018 tenia 441 habitants, pertany al districte de Namtsi.